# Pokémon X và Y
Pokémon X và Y (Poketto Monsutā Ekkusu & Wai) là 2 phiên bản video game được phát triển bởi Game Freak và phát hành bởi Nintendo dành riêng cho Nintendo 3DS. Hai video game này được giới thiệu đầu tiên ở thế hệ thứ sáu của dòng Pokemon game và được thiết kế đặc trưng với đồ họa 
Hai trò chơi sẽ được phát hành trên toàn thế giới vào ngày 12 tháng 10 năm 2013, Nintendo sẽ xuất bản trò chơi bán lẻ đầu tiên để có một phát hành đồng thời trên toàn cầu trong tất cả các vùng trọng điểm, bao gồm cả Hàn Quốc, và các trò chơi Pokémon đầu tiên sẽ có sẵn trong và ngoài Nhật Bản trong cùng khoảng thời gian.

## Tổng quan
Giống như nhiều phiên bản trước đó, Pokémon X và Pokémon Y đưa người chơi vào vai của một huấn luyện viên Pokémon - người sẽ phiêu lưu trong những khu vực khác nhau được thiết lập, đánh bắt sinh vật gọi là Pokémon và sử dụng chúng để thi đấu tranh tài với các huấn luyện viên khác. Cùng với các Pokémon khác nhau từ các thế hệ trước, X và Y sẽ giới thiệu nhiều loài mới của Pokémon, trong đó bao gồm ba starter Pokémon:  thuộc Grass-type, Fennekin (tiếng Nhật: Fokko (フォッコ)) thuộc Fire-type, Froakie (tiếng Nhật: Keromatsu () thuộc Water-type. Ngoài ra, còn có một hệ mới được giới thiệu - Fairy-type (hệ Tiên). 
Lần đầu tiên trong loạt game này, toàn bộ trò chơi, bao gồm cả môi trường, mô hình nhân vật, và chuỗi trận chiến, được thể hiện hoàn toàn trong đồ họa 3D đa giác. X và Y cũng là trò chơi đầu tiên trong series chính cho phép di chuyển trong tất cả các hướng, bao gồm cả theo đường chéo, khả năng tương tác với các phần của môi trường như băng ghế cũng đã được ghi nhận bởi tạp chí chính thức của Nintendo. Một chế độ bổ sung là Pokémon-Amie, cho phép người chơi tương tác với Pokémon của họ bằng cách sử dụng màn hình cảm ứng và máy ảnh bên trong của 3DS.
== Xúc tiến 
Video gốc được công bố cũng có hai linh vật huyền thoại của trò chơi: Pokémon Yveltal (Iberutaru) có hình thức của Y trong khi đang bay, Pokémon Xerneas (Zeruneasu) giống như hươu nai màu xanh với gạc lăng trụ và đôi mắt mang chữ. Trong trò chơi có xuất hiện Tháp Eiffel và Cung điện Versailles, khiến họ tin rằng phiên bản này sẽ được diễn ra trong khu vực Paris hay tổng thể của Pháp. 

Vào ngày Nintendo công bố trên cả hai trang web chính thức của mình cũng như tạp chí CoroCoro Comic vào tháng 3 n về hình thái tiến hóa mới của Eevee là Sylveon (tiếng Nhật: Nymphia (ニンフィア)) thuộc Fairy-type, phương pháp tiến hóa của Sylveon hiện vẫn chưa rõ. Trong 31 tháng 3 năm 2013, tập phim Pokémon Smash!, Giám đốc trò chơi Junichi Masuda thông báo rằng tập phim kì tới sẽ có các giới thiệu thêm một Pokémon mới, có mối quan hệ mật thiết với Mewtwo. Theo tạp chí CoroCoro Comic, đây là một hình thức thay thế mới của Mewtwo và rằng nó sẽ được giới thiệu trong bộ phim sắp tới ExtremeSpeed Genesect: Mewtwo Awakens

Ngày 15 tháng 5 năm 2013,tạp chí CoroCoro Comic tiết lộ thông tin mới về trò chơi, thiết lập trò chơi là khu vực Kalos hình ngôi sao (カロス地方 Karosu-Chiho), với Lumiose City (Thành phố Miare (ミアレシティ Miare Shiti)) là thành phố trung tâm. Các bản cập nhật cũng tiết lộ rằng người chơi sẽ được tùy biến nhân vật của mình ngay từ đầu của trò chơi, với nhiều tùy chọn cho màu tóc và màu da có sẵn, cũng như các tùy chọn thay đổi quần áo của nhân vật người chơi ở các giai đoạn sau của trò chơi. Bốn Pokémon mới cũng đã được công bố: Helioptile (Erikiteru (エリキテル)) thuộc Electric/Normal type, Fletchling (Yayakoma (ヤヤコマ)) thuộc Normal/Flying type, Pancham (Yanchamu (ヤンチャム) thuộc Fighting-type, và Gogoat (ゴーゴート Gōgōto) thuộc Grass-type, ngoài ra nhân vật người chơi có thể đi xe trong Silmeria.

Ngày 11 tháng 6 năm 2013, trong Electronic Entertainment Expo 2013, Nintendo trình bày những đặc trưng của người chơi mới trong X và Y. Giới thiệu Pokémon mới: Vivillon Bibiyon) thuộc Bug/Flying type và Noivern (Onvern  thuộc Dragon-type,  thuộc Fairy-type, trong đó Sylveon, Jigglypuff, Marill, và Gardevoir được đưa về Fairy-type, và được tiết lộ rằng nó sẽ hữu ích để chọi với Dragon-type. Tính năng Pokémon-Amie (PokéParler (ポケパルレ)) cũng đã được giới thiệu, cho phép người chơi tương tác tốt hơn với mình hoặc nhóm Pokémon của mình để tăng hạnh phúc cho chúng. Chính thức ngày ra mắt của trò chơi cũng được xác nhận là ngày 12 tháng 10 năm 2013 trên toàn thế giới. Sau đó trong ngày, ba Pokémon bổ sung đã được tiết lộ: Talonflame (Fiarrow (ファイアロー)), dạng tiến hóa của Fletchling, Clauncher (Udeppō (ウデッポウ) thuộc Water-type và Skrelp (Kuzumō (クズモー)) thuộc Poison/Water type. 

Hai hệ thống chiến đấu mới cũng được giới thiệu: Sky Battles (スカイバトル) chỉ có thể được thực hiện với Pokémon bay hoặc những người có thể bay lên chống lại huấn luyện viên, và Horde Encounters (群れバトル), "Nhóm chiến đấu", bạn sẽ gặp một nhóm năm Pokémon trong tự nhiên. Một số mới Pokémon sau đó đã được giới thiệu trong tháng bảy CoroCoro Comic vấn đề, và sau đó tiết lộ trên các trang web quốc tế, bao gồm cả Scatterbug (コフキムシ) và Spewpa (コフーライ), hình thức tiến hóa trước đó Vivillon, Litleo (シシコ) thuộc Fire/Normal. Một số nhân vật của trò chơi đã được giới thiệu sau đây: Shauna(サナ) từ Vaniville Town (Asame Town (アサメタウン), những người sẽ cung cấp cho các nhân vật người chơi một biệt danh, Tierno (ティエルノ), một người đang tìm kiếm Pokémon cho khả năng nhảy múa của mình, Trevor (トロバ), một người muốn hoàn thành Pokédex, được chia thành ba phần: Viola (ビオラ), một nhiếp ảnh gia và lãnh đạo phòng tập thể dục của Santalune City (ハクダンシティ) và Alexa (パンジー), một nhà báo và chị gái của Viola. Các trang web quốc tế cũng tiết lộ rằng về sự xuất hiện cậu bé tên là Calem (カルム) và cô gái tên là Serena (セレナ).

## Phát triển
Pokémon X và Pokémon Y đầu tiên được giới thiệu vào ngày 8 tháng 1 năm 2013 trong Nintendo Direct 2013, cùng với các cảnh quay trò chơi đầu tiên. X và Y sẽ là những trò chơi đầu tiên trong series chính cho Nintendo 3DS và là người đầu tiên được trình bày với đầy đủ đồ họa 3D. Nintendo đã công bố kế hoạch cho một bản phát hành trên toàn thế giới (phát hành ở khắp mọi nơi cùng một lúc) trong tháng 10 năm 2013.